# World of Tanks

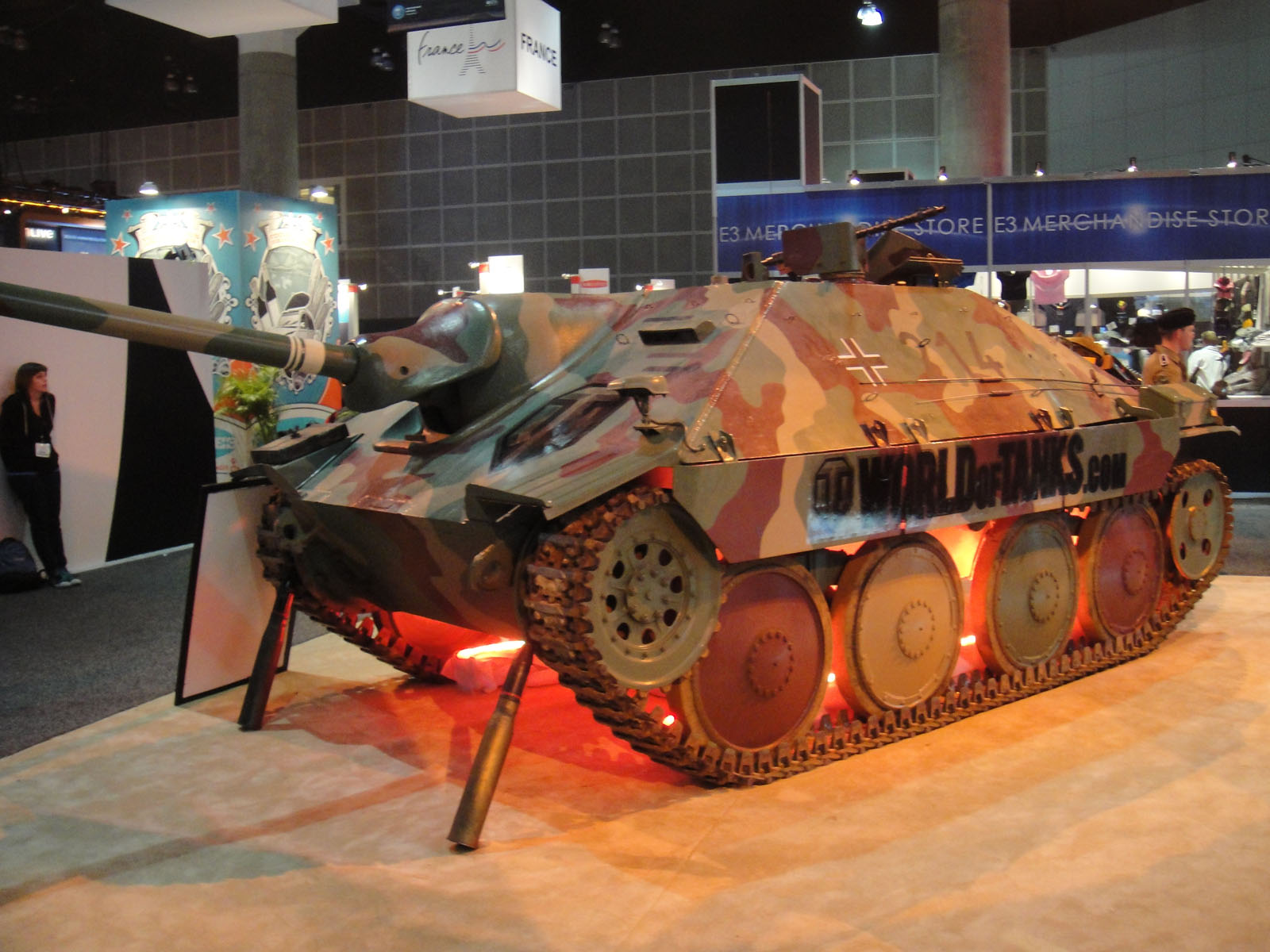
Jagdpanzer 38 am Stand von Wargaming.net auf der E3 2011

World of Tanks (WoT) ist ein 2010 erschienenes Massively Multiplayer Online Game des Spieleentwicklers Wargaming.net. Es enthält Elemente eines Third-Person- und Taktik-Shooters, dabei sind die Spielfiguren die namensgebenden Panzer. World of Tanks ist ein Free-to-play-Produkt, bei dem der Hersteller durch Mikrotransaktionen jährlich mehrere Millionen Euro Gewinn erwirtschaftet (Stand 2016).

## Spielaufbau
Die Spielwelt ist in 3D-Grafik unter Verwendung der selbstentwickelten „Core-Engine“ gestaltet, und Spiele finden mit Panzern im Player-versus-Player-Modus statt. Als Vorlage dienen Panzerschlachten mit Modellen aus der Zeit des Zweiten Weltkriegs, wobei auch Prototypen sowie Nachkriegsmodelle (bis Anfang der 1970er Jahre) genutzt werden. Die historische Grenze soll laut Hersteller bei Glattrohrkanonen und elektronischer Ausrüstung liegen.

### Spielprinzip
Im Spiel werden Gefechte durchgeführt, in denen zwei Spielergruppen mit in der Regel je 15 Panzern einander gegenüber stehen. Es gibt Panzer in den Kategorien „leichter Panzer“, „mittlerer Panzer“, „schwerer Panzer“, „Jagdpanzer“ und „Selbstfahrlafette“ (mobile Artillerie). Weiter sind die Panzer in verschiedene Leistungsstufen von I bis X und verschiedene Nationen eingeteilt. Die Zusammensetzung der Teams wird vor Spielbeginn serverseitig errechnet (sogenanntes Matchmaking), wobei Kategorien, Stufen und Nationen gemischt werden. Dadurch können beispielsweise britische, sowjetische und deutsche Panzer im selben Team stehen.
Für die Gefechte gibt es verschiedene Karten, auf denen gespielt wird. Die Aufgabenstellung in einer Schlacht lautet, entweder die gegnerische oder eine neutrale Basis auf der Karte einzunehmen oder sämtliche gegnerischen Panzer zu zerstören. Ein Gefecht dauert in der Regel einige Minuten, wobei nach Ablauf von 15 Minuten und Nichterfüllung der Ziele die Partie unentschieden ausgeht. Ab der Version 7.4 gibt es neben dem sog. Zufallsgefecht, in dem jedes Team die Basis des anderen zu erobern oder alle gegnerischen Panzer zu zerstören sucht, den Spielmodus Angriff, bei dem nur ein Team eine Basis besitzt, die es gegen das andere Team verteidigen muss. In diesem Modus beträgt die Zeitbegrenzung nur 10 Minuten. Zudem kam der Spielmodus Begegnungsgefecht hinzu, bei dem es eine neutrale Basis gibt, die es für beide Teams zu erobern gilt. Von Version 9.0 bis 9.3 gab es die Gefechtsart historische Gefechte, bei der die Teams aus Fahrzeugen derselben Nation bestehen. Die Anzahl und Ausrüstung der Fahrzeuge sollte die historischen Gegebenheiten nachempfinden. Dieser Modus wurde mangels Interesse wieder entfernt.
Am Ende eines Gefechts bekommt der Spieler Erfahrungspunkte, Spielgeld und Anleihen gutgeschrieben.

### Spielfortschritt
Pro im Spiel vertretener Nation aus Großbritannien, Frankreich, Deutschland, China, UdSSR, Tschechoslowakei, Japan, Schweden, Italien, USA und Polen steht ein Startpanzer zur Verfügung, von dem ausgehend man weitere Panzer der Nation erspielen kann. Zudem sind Panzer anderer Nationen spielbar; so befindet sich ein Panzer der Schweizer Armee, der Panzer 58 Mutz, oder ein Panzer der ungarischen Armee, ein Prototyp des Turan-Panzers, und auch der sowjetische T-55A mit NVA-Emblem im Spiel. Diese Panzer laufen dann unter der Flagge eines verbündeten oder nahestehenden Landes, etwa der schweizerische Mutz oder der ungarische Turan für Deutschland oder der T-55A, der als Panzer der DRR unter deutscher Flagge auftritt.
Ausgehend vom Startpanzer kann der Spieler durch die Investition von Erfahrungspunkten und Spielgeld Ausrüstungsgegenstände und weitere Panzer erforschen und erwerben. Module eines Panzers (Geschütztürme, Motoren, Kanonen, Funkgeräte, Kettenantriebe) sind einem Panzer zugeordnet. Die Panzer selbst sind innerhalb einer Nation hierarchisch in Stufen (im Spiel mit dem englischen Begriff Tier bezeichnet) von I bis X so gruppiert, dass (bis auf den Startpanzer) jeder Panzer einen untergeordneten Vorgänger und (bis auf die Panzer der Stufe X) mindestens einen übergeordneten Nachfolger hat. Auf diese Weise ergibt sich für jede Nation ein „Forschungsbaum“. Jeder neue Panzer muss unter Einsatz von Erfahrungspunkten erforscht werden, die mit dem direkt untergeordneten Panzer erspielt wurden. Ähnliches gilt für Module, die innerhalb des jeweiligen Panzers durch Erfahrungspunkte freigespielt werden müssen. Innerhalb einer Nation können jedoch einige Module auch in anderen Panzern eingesetzt werden. Zusätzlich müssen die Panzer und Module mit Spielgeld bezahlt werden, das im Spiel unabhängig von den nationalen Forschungsbäumen erworben wird. Zusätzlich zu der innerhalb eines Forschungsbaumes gewonnenen Erfahrung erhält der Spieler 5 % freie Erfahrung, die universell genutzt werden kann.
Durch besondere Leistungen im Gefecht oder durch Teilnahme an besonderen Aktionen und Wettkämpfen kann man ebenfalls Anleihen erspielen. Diese ermöglichen den Kauf besonderer Ausrüstungsgegenstände.
Jeder Panzer hat Besatzungsmitglieder, deren Leistung durch Erfahrungspunkte steigt. Wenn die Besatzung an Erfahrung gewinnt, beeinflusst dies die Leistung des Panzers, für die das jeweilige Besatzungsmitglied zuständig ist (Nachladetempo, Geschwindigkeit des Einzielens, Sichtweite, Beschleunigung, Wendegeschwindigkeit etc.). Nach Erreichen von 100 % kann der Spieler den Besatzungsmitgliedern eine besondere Fertigkeit zuweisen. Es besteht die Wahl zwischen den vier allgemeinen Fertigkeiten „verbesserte Tarnung“, „schnellere Reparatur“, „schnelleres Feuerlöschen“ und „Waffenbrüder“ (bewirkt gesteigerte Werte für alle Besatzungsmitglieder, sobald alle Besatzungsmitglieder 100 % „Waffenbrüder“ besitzen), und weiteren, für die jeweilige Aufgabe des Besatzungsmitgliedes spezifischen, Fertigkeiten. Sollte ein Panzer nicht für jede Rolle ein Besatzungsmitglied haben, also zum Beispiel keinen Funker, kann ein anderes Besatzungsmitglied dessen spezifische Fertigkeit erlernen. Hat ein Besatzungsmitglied eine Fertigkeit zu 100 % erworben, kann der Spieler für dieses Mitglied eine weitere Fertigkeit auswählen, die dann auch erworben wird. Eine vollständig ausgebildete Besatzung würde demnach über 100 % Leistung bezüglich der Standardfunktionen und 100 % in allen Fertigkeiten verfügen. Da die hierfür benötigten Mengen an Erfahrungspunkten sich jedoch mit jeder 100-%-Grenze verdoppeln, sind dafür sehr viele Spiele vonnöten.
Die für einen Aufstieg benötigte Erfahrung steigt exponentiell an, ebenso wie die Anschaffungspreise der Panzer.

### Spielablauf
Die Panzer verfügen über bis zu sieben Steckplätze (Stufenabhängig) drei für zusätzliche Ausrüstung, drei für Verbrauchsgegenstände und einen für Direktiven. Verwendete Ausrüstung kann einige Werte des Gefährts, wie z. B. die Sichtweite, die Tarnung oder die Nachladegeschwindigkeit permanent erhöhen, aber auch gewisse Fähigkeiten der Besatzung erhöhen. Verbrauchsgegenstände dienen der Reparatur, zum Feuerlöschen oder dem Erhöhen bestimmter Fahrzeug- oder Besatzungswerte für ein einzelnes Gefecht. Direktiven steigern je nach Typ Werte des Fahrzeugs, bessern die erlernten Fertigkeiten und Vorteile der Besatzung auf oder schalten vorübergehend nicht erlernte frei. Zubehördirektiven steigern den Bonus des eingebauten Zubehörs.
Wenn der Spieler bei einem Panzermodell alle zur Verfügung stehenden Forschungsoptionen erforscht hat, also auch den direkt folgenden Panzer im Forschungsbaum, erhält der Panzer den Status „Elite“. Ab diesem Zeitpunkt kann der Spieler die mit diesem Panzer weiter erworbene Erfahrung entweder in die beschleunigte Ausbildung der Panzerbesatzung investieren oder, gegen Zahlung von Gold, in freie Erfahrung umwandeln, so dass man diese auch zur Erforschung bei anderen Panzern verwenden kann. Wenn man sich für das schnellere Besatzungstraining entscheidet, so beschleunigt sich dieses um Werte zwischen 17 % (bei sechs Mitgliedern) und 50 % (bei zwei Mitgliedern).

### Fahrzeuge
Die Fahrzeuge in WoT sind in fünf Kategorien eingeteilt: leichte, mittlere und schwere Panzer, Jagdpanzer und Selbstfahrlafetten (mobile Artillerie). Jede Kategorie hat bestimmte typische Vor- und Nachteile, die sich – vereinfacht gesagt – in den vier klassischen Eckpunkten Panzerschutz, Bewaffnung, Mobilität sowie dem Tarnwert niederschlagen. Allerdings sind nicht alle Panzer typisch für ihre Kategorie; so gibt es schwere Panzer, die Panzerung für Mobilität opfern, und mittlere Panzer, die besser gepanzert und weniger mobil sind usw. Die Balance zwischen den Klassen findet primär über das Kartendesign statt: je nach Karte ist eine Klasse mehr oder weniger nützlich; so ist z. B. Artillerie auf großen, offenen Karten am effektivsten, während sie in Städten schwer brauchbar ist. In Städten wiederum sind schwere Panzer am effektivsten. Zwar ist das Sortiment an Karten bekannt, jedoch kann man sich die Karte nicht aussuchen (Ausnahme: Clanwar und Übungsgefecht) und kennt sie vor Gefechtsbeginn auch nicht, sodass man bei der Auswahl eines Fahrzeugs nie weiß, in welchem Szenario man spielen wird. Auch verfügt nicht jede der elf spielbaren Nationen über jede Panzerklasse: Deutschland, Großbritannien, Frankreich, USA und die Sowjetunion haben als einzige Nationen Artilleriefahrzeuge. Wiederum haben die Tschechoslowakei und Polen keine Jagdpanzer im Forschungsbaum. Japan, Polen, die Tschechoslowakei und Italien sowie Schweden haben in den höheren Stufen keine leichten Panzer im Forschungsbaum. Deutschland und die Sowjetunion haben den umfangreichsten Forschungsbaum im Spiel. Mit dem Update 1.23.1 fanden neue japanische schwere Panzer den Weg in das Spiel.

#### Aufgaben der Panzerkategorien
Die Aufgaben der leichten Panzer auf dem Schlachtfeld umfassen bis auf wenige Ausnahmen die Aufklärung des Feindes und Zerstörung der feindlichen Selbstfahrlafetten. Mittlere Panzer sind meist dazu geeignet, schwere Panzer zu umfahren oder feindliche Linien zu durchbrechen und die Rolle des Aufklärers zu übernehmen, ebenso sind Flankenangriffe mit ihnen sehr effektiv. Die meisten schweren Panzer fungieren als Frontpanzer, die sich im direkten Kampf duellieren, während die Jagdpanzer oft aus einer größeren Entfernung auf das Gefecht Einfluss nehmen. Die Selbstfahrlafetten decken den Feind aus sicherer Entfernung mit Fernbeschuss ein und können dank Schockeffekt die Mobilität und Effizienz der Fahrzeuge enorm einschränken.
Zusätzlich haben die fünf Fahrzeugkategorien innerhalb ihrer noch Subkategorien, welche den Einsatzbereich des jeweiligen Fahrzeuges innerhalb der Fahrzeugklasse spezifischer kategorisieren. So gibt es bei den Jagdpanzern Mehrzweck-, Unterstützungs-, Sturm-, und Scharfschützenjagdpanzer. Bei den leichten Panzern gibt es die leichten Mehrzweckpanzer und leichten Radpanzer. Die mittleren Panzer haben eine Unterteilung in mittlere Sturm-, Mehrzweck-, Unterstützungs- und Scharfschützenpanzer. Die schweren Panzer werden in schwere Mehrzweck-, Unterstützungs-, Durchbruchs- und Sturmpanzer unterteilt. Die Artillerieklasse wird nicht weiter unterteilt. Die Einteilung in Rollen findet ab der Stufe VI statt. Alle Panzer unter der Stufe VI haben keine Rollenklassifizierung.

### Schadensmodell
World of Tanks arbeitet mit einem mehrstufigen Schadensmodell. Faktoren, die in die Berechnung des verursachten Schadens mit eingehen, sind unter anderem die Durchschlagskraft des Projektils, die mit längerer Flugbahn abnimmt, die Stärke der Panzerung an der getroffenen Stelle, sowie der Aufprallwinkel. So kann es vorkommen, dass Schüsse, die einen zu flachen Winkel haben, abprallen, ohne Schaden zu verursachen. Sowohl die Durchschlagskraft als auch der Schaden nach erfolgreicher Penetration können um bis zu 25 % von einem Mittelwert abweichen. Auch ist es möglich, durch gezielte Schüsse bestimmte Module des Panzers zu zerstören. Ob das Modul beschädigt wird, hängt aber ebenfalls vom simulierten Zufall ab. Beispielsweise kann ein Treffer in das Antriebsrad der Ketten den Panzer vorübergehend bewegungsunfähig machen.
Ist ein Modul des Panzers zerstört, wird dieses nach einer gewissen Zeitspanne von einigen Sekunden von der Besatzung provisorisch repariert. Es weist dann aber nicht mehr seine volle Leistungsfähigkeit auf. Dies gilt nicht für das Munitionslager des jeweiligen Fahrzeugs; wird dieses Modul zerstört, explodiert der Panzer und ist sofort außer Gefecht. Zur vollständigen Reparatur beschädigter Module sind Verbrauchsgüter im Gefecht erforderlich (z. B. kleine oder große Ersatzteilkiste), mit denen man eines oder mehrere Module wieder vollständig reparieren kann. Gleiches gilt für das schnelle Löschen von Bränden (Einsatz des Verbrauchsgutes „Feuerlöscher“). In älteren Versionen war dies nur einmal pro Gefecht möglich, später wurde mehrmaliger Einsatz desselben (vor dem Gefecht ausgewählten) Verbrauchsguts nach einer Wartezeit möglich, solange noch ein Vorrat des Verbrauchsguts vorhanden ist.
Ein Treffer kann auch Besatzungsmitglieder verwunden oder töten. Es ist dem Spieler möglich, Verbandkästen zur umgehenden Wiederherstellung der Einsatzbereitschaft der Panzerbesatzung zu erwerben. Wenn alle Besatzungsmitglieder ausgeschaltet wurden, ist das Fahrzeug „außer Gefecht“ und somit zerstört, was allerdings sehr selten vorkommt.

### Spielerbewertung
Wargaming.net verwendet ein Schema zur persönlichen Wertung der Leistungsfähigkeit eines Spielers. In die Bewertung fließen u. a. Anzahl der durchgeführten Gefechte, Siegquote, durchschnittlich erzeugter Schaden, Überlebensquote, durchschnittlich erworbene Erfahrung ein. Die Berechnungsformel ist im WoT-Wiki offengelegt. Sie berücksichtigt nach allgemeiner Einschätzung Parameter, die eine Aussage darüber machen, wie wertvoll ein Spieler für sein Team war.
Weiter gibt es eine von Spielern entwickelte Berechnung, die ihre Ursprünge in der nordamerikanischen Version von World of Tanks hat. Diese Bewertung wird Wn8 genannt und versucht ebenfalls den beobachtbaren Beitrag zu Gefechten zu messen. Die Berechnung geht von einem Durchschnittsspieler aus, dessen Leistung anhand einer größeren Datenbasis ermittelt wurde. Die Leistung wurde für jeden Panzer individuell festgelegt. Ausgehend von den somit erwartbaren Durchschnittswerten, wird die Leistung eines Spielers mit dem gerade gefahrenen Panzer bewertet und fließt in die Wn8 ein.
Die persönliche Wertung oder die Wn8 wird bei der Zusammenstellung der Teams für ein Gefecht nicht berücksichtigt. Folglich können die sich gegenüberstehenden Teams in der Leistungsfähigkeit der Spieler sehr ungleich sein.

### Clans und Bollwerk
Das Spiel bietet Spielern die Möglichkeit, sich in Clans zusammenzuschließen. Diese Clans können durch das Gewinnen von Kämpfen gegen andere Clans Teile einer Spielkarte einnehmen. Diese Spiele werden als Bollwerk bezeichnet, da mit der in solchen Spielen erworbenen Clan-Erfahrung ein virtuelles Bollwerk des Clans ausgebaut wird. Die strategische Vorgehensweise der Clankommandanten wird dabei im Browser durchgeführt, nur die Kämpfe selbst finden weiterhin über das Spiel mittels Gefechten statt. Die bespielbare Karte umfasst zurzeit Europa, Teile des westlichen Russlands, den Kaukasus, weite Gebiete des Nahen Ostens und Nord- sowie auch Westafrika.
Für Clans besteht im Zuge dessen die Möglichkeit, Allianzen mit anderen Clans einzugehen. Durch die Eroberung von Provinzen auf der Clan-Wars-Karte erhält der Clan ein Einkommen in Form von Gold.

### Gruppenspieloptionen
Bis zu drei Spieler können sich temporär zu einem „Zug“ zusammenschließen. Sie bestreiten dann Gefechte gemeinsam im selben Team. Dies ist neben Bollwerk-Spielen eine weitere Möglichkeit, in Gruppen zu spielen.
Außerdem kann man spontan während eines Zufallsgefechts einen sogenannten „Dynamischen Zug“ mit anderen Spielern erstellen. Das bedeutet, dass man während des Gefechts bis zu zwei weitere Spieler in einen Zug einladen kann.

### Modding
Im Spiel können Aussehen und Teile der Spielmechanik durch Modding verändert werden, auch zusätzliche Auswertungen per Mod sind möglich.

## Monetarisierung
World of Tanks ist Free-to-play, die Implementation der käuflichen Spielinhalte wurde mehrfach in der Öffentlichkeit diskutiert und kritisiert. (Siehe auch: Lootbox, Abschnitt Kritik)

## Zusammenarbeiten in den Feiertags-Ops
Zu Weihnachten und zur Jahreswende 2020/21 trat der Kampfkünstler und Action-Schauspieler Chuck Norris in World of Tanks auf, wo er den Spielern Aufträge erteilte. Nach Abschluss einer bestimmten Anzahl von Aufträgen können die Spieler Chuck Norris virtuell als Mitglied einer Panzercrew anheuern. Norris hat hierzu Sprachbenachrichtigungen des Spiels neu aufgenommen.
Im Folgejahr zum Jahreswechsel 2021/22 ist Arnold Schwarzenegger in den Feiertags-Ops zur Weihnachtszeit aufgetreten. Wie auch im vorherigen Jahr konnte man spezielle Aufträge abschließen und sowohl verschiedene Belohnungen für das direkte Spielerlebnis, etwa Creditpunkte, Verbrauchsmaterialien oder Marken für ein Geschenkautomat, als auch Arnold Schwarzenegger als Panzercrew erhalten. Ein Jahr später kam Milla Jovovich ins Spiel. Zusätzlich wurde die Mechanik des Ausbaus des Weihnachtsdorfes verändert. Neben Schwarzenegger wurde ein Dorfhund namens Chaffee eingeführt.
Während der Feiertags-Ops 2023/24 kann man den walisischen Schauspieler und ehemaligen Fußballspieler Vinnie Jones erspielen. Am Konzept der vorherigen Jahre hat sich wenig geändert. Während der Feiertags-Ops kann man gegen Echtgeld festliche Schachteln aus vier Themen kaufen, in denen verschiedene Spielelemente enthalten sind, kaufen. Darunter zählen neben Kleinigkeiten wie Creditpunkte und Verbrauchsmaterialien auch neu erschienene Premiumpanzer.

## Rezeption
World of Tanks besitzt einen Eintrag im Guinness-Buch der Rekorde für die meisten zur selben Zeit auf einem Server anwesenden Spieler. Dieser Rekord wurde am 21. Januar 2013 mit 190.541 Spielern erreicht. Mittlerweile konnte der eigene Weltrekord jedoch mehrfach geschlagen und zuletzt am 21. Januar 2014 mit 1.114.000 Spielern deutlich gesteigert werden. Im Februar 2015 hat World of Tanks laut Auskunft von Wargaming mehr als 100 Millionen registrierte Spieler.
Bewertet wurde das Spiel von Computerspielmagazinen wie folgt:
- Computer Bild Spiele: Gut / 2,44 (September 2011)[24]
- GameSpot: 8,0 (Oktober 2011)[25]
- GameStar: 84 % (April 2011) nach umfangreichen Patches von 77 % auf 84 % erhöht[26]
- IGN: 7,5 (Juli 2011)[27]

Am 29. Juli 2016 erhielt die belarussische nationale Fluggesellschaft Belavia Belarusian Airlines eine Boeing 737-300 in World-of-Tanks-Sonderbemalung. Das russische Uljanowski Awtomobilny Sawod bietet Stand 2017 vom Geländewagen UAZ Patriot eine Sonderedition mit Bezug zum Spiel an, unter anderem wurde das Logo verwendet, eine hochwertigere Innenausstattung verbaut und das Multimedia-System im Design des Spiels aufgebaut.

## Weltweit
Gestartet als europäisches Spiel, gibt es für World of Tanks seit September 2013 eine japanische Version. Zur Vermarktung wurde dabei eine Kooperation mit der Anime-Serie Girls und Panzer eingegangen. Für die japanische Version wurden sechs „Voice Packs“ mit den Stimmen von sechs Figuren aus Girls und Panzer, sowie ein „Expansion Pack“ erstellt mit Anpassung der Panzer- und Figurengrafiken zu den in der Serie verwendeten. Auch in Nordamerika ist World of Tanks präsent. Für Europa, Japan und Nordamerika betreibt Wargaming.net jeweils eigene Servergruppen, zwischen denen die Spieler wechseln können.

## Entwickler unter Druck von Sanktionen

### Teilweiser Rückzug von Werbung angesichts der Invasion durch Russland in die Ukraine
Angesichts des auch vom belarussischen Staat ausgeführten Krieges hat der Entwickler des Kriegsspiels darauf verzichtet Werbung mit Waffen zu schalten. Aufrufe zu einem Boykott des Unternehmens werden auch in der Spielercommunity lauter, zudem wird die Finanzierung durch die Unterbindung von Finanzströmen in die beiden Aggressorstaaten des Angriffskrieges gegen die Ukraine sowie die Ächtung desselben bei internationalen Veranstaltungen zunehmend erschwert.

### Rückzug aus Belarus
Am 4. April 2022 verkündete der Entwickler Wargaming aufgrund des russischen Angriffskrieges gegen die Ukraine, sich aus Belarus und Russland zurückzuziehen und die dortigen Studios zu schließen.

## Wargaming.net League und World of Tanks Grand Finals
Im Februar 2013 kündigte Wargaming.net die Einführung einer „Wargaming.net League“ an – einer hauseigenen Liga für die Spiele des Unternehmens. Hierdurch soll eine Etablierung im E-Sports-Markt (elektronischer Sport) geschaffen werden.
In der ersten Saison mussten sich Spieler in drei Staffeln beweisen und für ein Finale qualifizieren: die „Grand Finals“, in die 14 Teams gelangten. Die ersten Grand Finals wurden vom 4. bis zum 6. April 2014 im Zlote Tarasy in Warschau (Polen) abgehalten. Als Unterstützer (Sponsoren) des Wettkampfs wurden Razer (Computer-Peripherie), Alienware (PC-Hersteller) und PayPal (Micropayment) vorgestellt. Es konnte sich das Team NaVi gegen den eSports Clan Virtus.pro durchsetzen und erhielt neben dem Weltmeistertitel ein Preisgeld von 110.000 US-Dollar. 2018 entschied sich Wargaming, die WGL (Wargaming League) auf Grund von niedrigen Zuschauerzahlen abzuschaffen.